# 全美中国学生学者自治联合会
全美中国学生学者自治联合会，简称为全美学自联（英語：IFCSS），由1989年在美国的4万多位中国大陆留学生通过各校中国学生学者联合会推选代表，于1989年7月底在芝加哥召开的全美中国学生学者第一届代表大会上成立, 以推进中国大陸民主化和维护留学生利益为目的。
全美中国学生学者自治联合会是在上世纪90年代存在的代表中国留学生的学生学者团体，为留学生谋求利益，在当时很有影响力。2000年之后的影响及协调能力逐渐消失，各校中国学生学者联合会也与全美学自联脱离关系。

## 历史
全美学自联是第一个民主选举领导人的全国性中国人组织，全美学自联是在美国国会游会上创造了历史记录的中国人利益集团，全美学自联是在美国首都组织了最大型中国人集会游行的团体，全美学自联是最早运用网际网络于社会动员的非盈利集团之一。

## 活动
2018年3月13日，山西大學校園內的「十九大」宣傳欄上出現了反對中共總書記習近平、修憲恢復終身制及中國共產黨的海報，海報落款爲「全美学自联」及「中国民主党」。此事件被多家海外中文媒體報道，但目前尚未有消息顯示此事確系全美學自聯所爲。